# Turkmenka
Turkmenka (en rus: Туркменка) és un poble de l'óblast d'Astracan, a Rússia, segons el cens del 2015 tenia 420 habitants.